# 細川晴貞
細川 晴貞（ほそかわ はるさだ）は、戦国時代の細川氏の一族。通称は五郎。官途名は刑部大輔。一説に最後の和泉守護（上守護）とされる人物である。

## 生涯
和泉守護・細川元常の次男（嫡男）として誕生。諱の「晴」の字は、室町幕府12代将軍・足利義晴より偏諱を賜ったものである。
大永7年（1527年）3月、三好元長・細川元常らが、足利義維（義晴の弟）・細川晴元を擁して堺に進出し、いわゆる「堺幕府」を設置し、畿内各地で足利義晴・細川高国と争うが、晴元方の武将の一人として「和泉守護殿之御弐息五郎殿」が登場する。五郎というのは祖父の元有以来、和泉上守護家継承者の通称として用いられていた呼称であった。
その後、細川晴元が高国を滅ぼすと、元常も単独守護として和泉国の支配権を回復するが、実際には山崎（勝竜寺城）もしくは京都において晴元を補佐し、和泉本国の支配は息子の五郎と守護代の松浦氏が行っていた。本願寺の証如は、天文5年（1536年）頃より、五郎を和泉守護（「泉州守護五郎」）として扱っており、同年頃を境に元常は守護職を五郎に譲って和泉国支配にあたらせた可能性がある。また、木沢長政の反乱に関係して和泉の国人・板原氏に対して出されたとみられる感状として細川元常のものと同日付で出されたほぼ同一の内容・書式の「晴貞」名義のものが一緒に残されており、晴貞は元常と同格で和泉国に臨める人物、すなわち元常の後継者である五郎の実名であると考えられる。
だが、天文18年（1549年）の江口の戦いとその直前に発生した守護代松浦守の離反によって和泉国における細川氏の支配が崩壊して三好長慶（元長の子）が同国を掌握した過程で、五郎晴貞の動向は消息不明となり、天文19年（1550年）を最後として記録上からは姿を消す。その4年後には父の元常が死亡し、一般的にはこの時をもって和泉上守護家の和泉国支配は完全に終焉したとみなされている。
天文年間において、「泉州守護」「泉州屋形」として認識されていながら、その記録の少なさから後世に歴代の和泉守護としてその名が伝えられなかった五郎（晴貞）であったが、晴貞を和泉守護（和泉上守護家当主）として考えた場合、もう1つの問題が登場する。それは、天文7年（1538年）に細川元常は将軍・足利義晴の意向で弟三淵晴員の子藤孝を養子に迎えたとされていることである。天文7年に和泉守護および和泉上守護家当主は既に晴貞であったとすると、藤孝の養父は後世の系譜で知られている元常ではなく、実際の当主であった晴貞であった可能性が浮上することになるからである。藤孝の養父については、晴貞以外にも複数の異説が存在しており、藤孝の生涯を巡る謎の1つとなっている。